# 神田山緑
神田 山緑（かんだ さんりょく、1976年8月28日 - ）は講談師。講談協会所属の真打。東京都日本橋人形町出身。中野区観光大使。出囃子は『松の緑』。

## 経歴
敬愛大学卒業後、トヨタ自動車で営業として新人賞を受賞。退社後、27歳の時に健康食品会社を立ち上げ代表取締役になるが、社員が全員退社、人間力の無さを痛感する。日本話し方センター副所長の山越幸に師事。
神田すみれの講談教室から講談師になる。地域活動にも力を入れて中野区観光大使に就任。講談協会真打。日本最大級の全国12カ所300名の生徒数を誇る講談教室主宰。敬愛大学客員教授。

## 芸歴
- 2005年12月 - 神田すみれに入門
- 2006年5月 - 講談協会前座
- 2009年9月 - 二ツ目昇進
- 2011年7月 - 日本講話塾（講談教室）を設立

2014年
- 4月 - 東京オリンピックに向けて、講談ゴリンジャー結成（旭堂南鷹、玉田玉秀斎、神田山緑、田辺銀冶、一龍斎貞鏡）[2]
- 10月 - 中野区観光大使就任[3]

2015年
- 7月 - 日本トルコの合作映画『海難1890』ＰＲイベント参加[4]
- 8月 - BSジャパン「土曜は寅さん」ナレーション担当
- 11月 - ロス・プリモスの専属司会

2016年
- 4月 NHK文化センター講師となる。講座は『講談師と歩くお江戸巡り～忠臣蔵の舞台を訪ねて～』『魅力的な話し方講座』。
- 清泉女子大学特別講師となる。
- 11∶月クラーク記念国際高等学校　講師
- 2017年東洋大学特別講師

2018年
- 3月 真打昇進。
- 講談で身につく ビジネスに役立つ話術の極意」つた書房　発売
- 6月　NHKカルチャー　八王子教室　さいたまアリーナ教室「あなたも語り部になりませんか」講師
- 7月 明治大学特別講師

2019年
- 1月　三陸おのやCMナレーション担当
- 2月「神田山緑・神木優二人会」石巻市・いわき市より全国ツアー開始,
- 4月　NHKカルチャー　青山教室　横浜ランドマーク教室「講談入門」
- 空庭温泉ＣＭ出演。

2020年
- 4月　NHK美の壺「語りの芸術講談」出演
- アニマックステレビ「シティーハンター」「七つの大罪」「ギヴン」「名探偵コナン」「東京グール」「僕のヒーローアカデミア」「機動戦士ガンダムuc」を講談化して告知。
- NHKらじるラボ　NHKの歴史を講談化　怪談シリーズ開始
- 6月　日本テレビ「ぐるナイ」ゴチになります！に講談出演。
- 8月　山本漢方製薬「大麦若葉」作り方指南CM開始
- 科白劇舞台刀剣乱舞・灯　綺伝　いくさ世の徒花の記憶　38公演に講談師神田山緑として出演。

2021年
- NHK天才てれびくんhello, 出演　講談師直伝!コツさえつかめばプレゼン力アップ!
- 4月　敬愛大学客員教授就任

2023年
- 2月　三菱第一美術館「芳幾・芳年―国芳門下の２大ライバル」音声ガイド担当
- 舞台『刀剣乱舞』七周年感謝祭 -夢語刀宴會-　刀装講談師として出演
- JRA有馬記念動画「有馬記念合戦伝！」講談で有馬記念優勝ホースを語る
- 中野オータムフェスティバル～もっと楽しい街へ～　イベント主催
- 古新舜監督映画「いまダンスをするのは誰だ」出演

2024年
- 「刀ステゆるっと解説動画」ナレーション
- 2月　神田山兎　講談協会

## 弟子
前座
- 神田山兎（2023年10月入門）

廃業
- 神田山海
- 神田山慶

## 主な活動
中野区地域ボランティアなど、中野区観光大使として活動しており、哲学堂公園で「哲学堂辻講釈」「怪談の夕べ」を毎月2回開催、 中野区ケーブルテレビ・ラジオエフエム府中「山緑の講談ちゃんねる」に出演。トヨタ自動車の創作講談「プリウス誕生秘話」「トヨタの礎を築いた男豊田喜一郎」「豊田佐吉物語」「豊田章男物語」にも挑戦している。 科白劇舞台刀剣乱舞・灯　綺伝　いくさ世の徒花の記憶。舞台『刀剣乱舞』七周年感謝祭 -夢語刀宴會-　刀装講談師として出演。「刀ステゆるっと解説動画」ナレーション。JRA有馬記念宣伝動画「有馬記念合戦伝！」

### テレビ
- TBSビビット「加藤シゲアキのTOKYO今昔写真館」中野ガイドと哲学堂公園にて四谷怪談披露
- 日本テレビ「ぐるナイ」ゴチになります　氷川きよし・秋山竜次　講談化
- 日本テレビニュース番組theSOCIAL　コメンテーターとして出演　https://news.ntv.co.jp/category/society/418930
- NHK講談大会
- NHK美の壺
- NHK天才てれびくんhello, 講談師直伝!コツさえつかめばプレゼン力アップ!
- NHK 劇画怪談
- NHKWORLD
- ズームインサタデー

### 舞台
- 科白劇舞台刀剣乱舞・灯　綺伝　いくさ世の徒花の記憶　38公演　講談師神田山緑として出演
- 舞台『刀剣乱舞』七周年感謝祭 -夢語刀宴會-　刀装講談師
- 「刀ステゆるっと解説動画」ナレーション

### CM
- 政府広告　ナレーション「医療」「年金」「介護」「子育て」「社会保障」担当
- 明治乳業『明治ロコテイン』[5]
- 空庭温泉
- 山本漢方製薬「大麦若葉」作り方指南CM開始
- BSジャパン『土曜は寅さん』ナレーションと番組宣伝
- LIBERALA

### DVD
- 神田山緑・神木優二人会
- 東京魔人學園伝奇 10周年記念コンサートDVD&CD 風詠みて水流れし都
- 科白劇舞台刀剣乱舞・灯　綺伝　いくさ世の徒花の記憶DVD&Blu-ray
- 舞台『刀剣乱舞』七周年感謝祭 -夢語刀宴會-DVD&Blu-ray

### 映画
- 海難1890の映画PRを講談で演出
- 真田十勇士 真田足軽役
- いまダンスをするのは誰だ

### ラジオ
- NHK「らじるラボ」　NHKの歴史を講談化　怪談シリーズ開始
- ＮＨＫ「ラジオ深夜便」
- 中央FM　HelloRadiocity Special神田山緑
- 野村宏伸のSLOW LIFE　出演者（野村宏伸・小川麻琴・美奈子・咲木春乃・神田山緑）

### CD
- FUNAI MEDIA 株式会社船井メディア｜神田 山緑

### 書籍
- 「講談で身につく ビジネスに役立つ話術の極意」つた書房
- 散歩の達人「大人のラーメン＆うどん/野方・沼袋・新井薬師前」
- 月刊ビッグ・トゥモロウ
- マイナスな人生でもプラスになれる生き方　エリートじゃない、”普通の人”のための成功方程式
- 「好き！を仕事に」シリーズ 共栄書房